# جمال معروف
جمال معروف (انگلیسی: Jamal Maroof؛ زادهٔ ۲۳ نوامبر ۱۹۹۱) یک بازیکن فوتبال اهل امارات متحده عربی است.